# Lalla
Lalla (trl. Lallā, Lalāsa – nazwana tak z powodu nieustającego pragnienia poznania rzeczywistości) (1320–1392) – śiwaicka poetka z Indii. Znana też jako Lal Ded, Lalla Ded i Lalleśwari (dewanagari लल्लेश्वरी, ang. Laleshwari).

## Życiorys
Lalla urodziła się w Pandrethan (dawniej Puranadhisthana), miejscowości położonej na południe od Srinagar w Kaszmirze. Zgodnie z obyczajem, została wcześnie wydana za mąż. Opuściła jednak rodzinę mając 24 lata. Pozostały liczne legendy, o jej życiu i niekonwencjonalnych zachowaniach.

## Droga duchowa
Przyjęła inicjację (diksza) od guru z tradycji śiwaizmu kaszmirskiego o imieniu Siddha Srikantha (Sed Bayu). Opisywana jest jako mistrzyni śiwaizmu kaszmirskiego praktykująca lajajogę.

## Twórczość
- Lallawakjani – to jej zbiór pieśni i poematów wysławiających Śiwę.

Pisząc w języku kaszmiri głosiła jedność wszystkich religii
oraz jakościową jedność Najwyższej Istoty i świata.
Lalla jest znana i ceniona również współcześnie.
Tradycją stało się w Kaszmirze, że otwarciom zgromadzeń gnostyków sufickich oraz festiwalom muzyki ludowej, towarzyszą pieśni Lalleśwari.